# The Divinity of Purpose
The Divinity of Purpose è il sesto album in studio della band Metalcore americana Hatebreed. L'album è stato pubblicato in Nord America il 29 gennaio 2013 dalla Razor & Tie e in Europa il 25 gennaio 2013 dalla Nuclear Blast Records. L'album è stato co-prodotto dagli Hatebreed, da Zeuss e da Josh Wilbur. Dall'album sono stati estratti due singoli, Put It to the Torch e Honor Never Dies.

## Tracce
1. Put It to the Torch – 2:12
2. Honor Never Dies – 3:12
3. Own Your World – 3:39
4. The Language – 3:14
5. Before the Fight Ends You – 3:29
6. Indivisible – 2:56
7. Dead Man Breathing – 3:19
8. The Divinity of Purpose – 3:39
9. Nothing Scars Me – 3:08
10. Bitter Truth – 2:40
11. Boundless (Time to Murder It) – 3:21
12. Idolized and Vilified – 2:23

## Formazione
- Chris Beattie - basso
- Matt Byrne - batteria
- Jamey Jasta - voce
- Wayne Lozinak - chitarra
- Frank Novinec - chitarra